# Ажакбуй
Ажакбуй — река в Ишимбайском районе Башкортостана, левый приток Зигана. Начинается в возвышенности возле Гумерово, начало — пересыхающее русло, затем течет по кромке облесенной горы, протекает у подножия горы Ияртау, ниже по течению впадает малый приток, пересекают проселочные дороги через два моста и один брод. Впадает Аксакбуй в Зиган возле Подгорный.